# Sam Clancy (cestista)
Samuel Clancy jr., detto Sam (Pittsburgh, 4 maggio 1980), è un ex cestista e allenatore di pallacanestro statunitense.
È il figlio di Sam Clancy sr.

## Carriera
È stato selezionato dai Philadelphia 76ers al secondo giro del Draft NBA 2002 (45ª scelta assoluta).

## Palmarès
- CBA Most Valuable Player (2005)
- CBA Defensive Player of the Year (2005)
- All-CBA First Team (2005)
- CBA All-Defensive First Team (2005)